# Christian Bickenbach
Christian Bickenbach (* 1972) ist ein deutscher Jurist und ordentlicher Professor für Öffentliches Recht, insbesondere Infrastrukturrecht und Verwaltungsrecht, an der Universität Potsdam.

## Leben
Bickenbach studierte Rechtswissenschaften an der Johannes Gutenberg-Universität Mainz (erste und zweite juristische Staatsprüfung vor dem Landesprüfungsamt für Juristen, Rheinland-Pfalz). Er war wissenschaftlicher Mitarbeiter und akademischer Rat a. Z. am Lehrstuhl für Öffentliches Recht, Staats- und Verwaltungsrecht (Friedhelm Hufen) und am Lehrstuhl für Medienrecht, Kulturrecht und Öffentliches Recht (Matthias Cornils). Nach der Promotion zum Dr. iur. und Habilitation, venia legendi für Staats- und Verwaltungsrecht sowie Verfassungsgeschichte der Neuzeit wurde er 2015 zum Professor an der Juristischen Fakultät der Universität Potsdam ernannt. Von 2015 bis 2017 war er Studiendekan, von 2019 bis 2021 war er Dekan der Juristischen Fakultät. Er ist Mitglied der Vereinigung der Deutschen Staatsrechtslehrer und der Gesellschaft für Umweltrecht.

## Werk
Seine Forschungsschwerpunkte sind Allgemeines Verwaltungsrecht, Verwaltungsprozessrecht, Recht der Infrastrukturverwaltung, legislative und administrative Handlungsspielräume sowie ihre gerichtliche Kontrolle, Immissionsschutz- und Klimaschutzrecht, Grundrechtstheorie und -dogmatik. Er ist Mitwirkender an zahlreichen Gesetzeskommentaren, u. a. am Grundgesetzkommentar von Münch/Kunig.

## Schriften (Auswahl)
- Mitbearbeiter des Berliner Kommentar zum Grundgesetz, Friauf/Höfling (Hrsg.), 2025, ISBN 978-3-503-05911-9.
- Mitbearbeiter des Grundgesetz-Kommentar: GG, Münch/Kunig, Kommentar, C.H.BECK, 8. Auflage, 2025, ISBN 978-3-406-81840-0.
- mit Grumbach/Seckelmann/Thews (Hrsg.): Schulgesetz Rheinland-Pfalz (SchulG), Kommentar, KSV Medien, 25. Aktualisierung, 2025, ISBN 978-3-8293-0453-5.
- mit Thorsten Ingo Schmidt, Ulfert Gronewold, Sabine Kuhlmann, Peter Ulrich (Hrsg.): Kommunalwissenschaften an der Universität Potsdam - Rück- und Ausblick zum 30-jährigen Bestehen des Kommunalwissenschaftlichen Instituts (KWI), 2024, 130 Seiten, ISBN 9783869565811, (online verfügbar).
- als Herausgeber mit Max-Emanuel Geis und Markus Winkler: Von der Kultur der Verfassung. Festschrift für Friedhelm Hufen zum 70. Geburtstag. München 2015, ISBN 3-406-67481-X.
- Die Einschätzungsprärogative des Gesetzgebers. Tübingen 2014, ISBN 3-16-152826-3.
- Das Bescheidungsurteil als Ergebnis einer Verpflichtungsklage. Streitgegenstand, verfassungsrechtliche Grundlagen, verwaltungsprozeßrechtliche Voraussetzungen, Wirkungen. Berlin 2006, ISBN 3-428-11804-9.